# Đại Cường, Đại Lộc
Đại Cường là một xã thuộc huyện Đại Lộc, tỉnh Quảng Nam, Việt Nam.
Xã Đại Cường có diện tích 9,44 km², dân số năm 2019 là 7.686 người, mật độ dân số đạt 814 người/km².